# Cecil Morton York
Cecil Morton York, nascido em 1863, Londres, foi um ator britânico da era do cinema mudo.

## Filmografia selecionada
- Disraeli (1916)
- Beau Brocade (1916)
- The Key of the World (1918)
- Pallard the Punter (1919)
- The Autumn of Pride (1921)
- Trapped by the Mormons (1922)
- A Sister to Assist 'Er (1922)
- A Gamble with Hearts (1923)
- The Starlit Garden (1923)
- Lights of London (1923)
- The Uninvited Guest (1923)
- Old Bill Through the Ages (1924)